# Ruby Lin
Lin Hsin-ju (chinois : 林心如 ; pinyin : Lín Xīnrú), principalement connue avec son nom au prénom occidentalisé Ruby Lin, est une actrice et chanteuse taïwanaise, née le 27 janvier 1976 à Taipei.
Le critique américain Derek Elley a dit d'elle qu'elle était la reine de la série télévisée à Taïwan.

## Filmographie
- 1996 : School Days
- 1997 : Last Tango in Shanghai (TV)
- 1997 : Princess Pearl 1 (TV)
- 1998 : Magic Chef
- 1999 : Bad Girl Trilogy
- 1999 : Food Glorious Food (TV)
- 1999 : Princess Pearl 2 (TV)
- 1999 : My Wishes
- 1999 : The Mirror
- 1999 : A Matter of Time
- 2000 : The Legend of Master Soh (TV)
- 2000 : China Strike Force
- 2000 : Winner Takes All
- 2001 : Comic King
- 2001 : Duke of Mount Deer 2000 (TV)
- 2001 : Romance in the Rain (TV)
- 2001 : Dragon's Love
- 2002 : Never Been To Me
- 2002 : Wulung Prince (TV)
- 2002 : The New Adventures of Chu Liu Xiang (TV)
- 2002 : Taiji Prodigy (TV)
- 2003 : Half Life Fate (TV)
- 2003 : Boy and Girl (TV)
- 2003 : Flying Daggers (TV)
- 2004 : Life Express
- 2004 : Love Trilogy
- 2004 : Amor de Tarapaca (TV)
- 2005 : Kill Two Birds with One Stone
- 2005 : Magic Touch of Fate (TV)
- 2006 : Paris Sonata (TV)
- 2006 : Sound of Colors (TV)
- 2006 : Star Boulevard (TV)
- 2006 : Da Li Princess (TV)
- 2007 : Ancestral Temple (TV)
- 2008 : Su DongPo (TV)
- 2008 : Evening of Roses
- 2008 : The Legend and the Hero 2 (TV)
- 2009 : Love in Sun Moon Lake (TV)
- 2009 Sophie's revenge
- 2010 : Three Kingdoms (TV)
- 2010 : Schemes of a Beauty (TV)
- 2010 : You deserve to be Single
- 2010 : Driverless
- 2011 : Fallen City
- 2011 : The Glamorous Imperial Concubine (TV)
- 2011 : New Princess Pearl (TV)
- 2012 : Blood Stained Shoes
- 2012 : Drama Go Go Go (TV)
- 2012 : Forgotten
- 2012 : Ma Zu (TV)
- 2013 : The haunted House
- 2013 : My Lucky Star
- 2013 : The Patriot Yue Fei  (TV)
- 2013 : Flowers in Fog (TV)
- 2014 : Sweet Alibis
- 2014 : Young SherlocK (TV)
- 2014 : Mother, Mother
- 2014 : The House That Never Dies
- 2014 : The Way We Were (TV')
- 2014 : Monopoly Exposure (TV)
- 2015 : The Wonderful Wedding
- 2016 : Phantom of the Theatre
- 2016 : Magical Space-time (TV)
- 2016 : Singing All Along (TV)
- 2016 : The Precipice Game
- 2020 : Miss Andy
- 2023 : At The Moment' (TV)

## Discographie

### Albums
- 1999 : Heartbeat (心跳)
- 2001 : Double Faced Ruby Lin (雙面林心如)
- 2001 : Pala Pala (趴啦趴啦)
- 2004 : Half a Lifetime's New and Best Songs (半生缘新歌和精选)
- 2004 : Possessiing Ruby Lin (拥有林心如)
- 2008 : New Rubyology (新如主义)

### Single
- 2000 : Coca Cola And Joy
- 2005 : Angel Don’t cry : Thème d'ouverture du drama Paris Sonate
- 2005 : Taste : Thème d'ouverture du drama Star Boulevard
- 2007 : Waiting : Thème d'ouverture du drama Star Boulevard Ancestral Temple
- 2010 : Love can't stay away : Thème d'ouverture du film You Deserve To Be Single
- 2010 : A Fallen Flower : Thème d'ouverture du drama Star Boulevard Beauty's Rival in Palace
- 2011 : Qing Shi Huang Fei : Thème d'ouverture du drama The Glamorous Imperial Concubine